# Long Live Metal
Long Live Metal è il secondo album studio del gruppo musicale tedesco Tyran' Pace, pubblicato nel 1985, anno in cui nel frattempo usciva la "Bibbia" del Power metal, Walls of Jericho, del gruppo Helloween.

## Tracce
1. Shockwaves
2. Red Sweat
3. Play All Night
4. Law and Order
5. Wheels of Love
6. Hot to Rock
7. Shakedown
8. Night of the Wolves
9. Raid the Victims
10. Killers On the Highway

## Stile
Seppur sia passato un solo anno dal loro album di debutto, in quest'ultimo i Tyran' Pace danno un'impronta più forte di se stessi grazie ad uno stile più solido e in generale più distaccato da album i gran peso dello stesso periodo.
Di certo non mancano i tributi (Wheels of Love è fatta su stampo di Freewheel Burning di Defenders of the Faith) giustificati da una maggiore ricercatezza dell'originale per quanto riguarda le tematiche più varie anche se mai completamente nuove rispetto al passato (amore, vita, metallo).
Si può dire che il genere è sicuramente più graffiante ed aggressivo, ma ancora non abbastanza originale ed incisivo.

## Formazione
- Ralf Scheepers - voce
- Oliver Kaufmann - chitarra
- Calo Rapallo - Chitarra
- Andy Ahues - basso elettrico
- Edgar Patrik - batteria